# Kweon Young-jun
Kweon Young-jun (29 marzo 1987) è uno schermidore sudcoreano.

## Palmarès
- Mondiali

Kazan 2014: argento nella spada individuale.
Mosca 2015: argento nella spada a squadre.
Wuxi 2018: argento nella spada a squadre.
- Campionati asiatici

Wakayama 2012: oro nella spada a squadre.
Shanghai 2013: oro nella spada a squadre e argento nella spada individuale.
Wuxi 2016: argento nella spada a squadre.
Hong Kong 2017: oro nella spada a squadre e argento nella spada individuale